# شبکه‌های پیچیده و پویایی در فوتبال
شبکه های پیچیده و پویایی در فوتبال یک شبکه پیچیده به نمایش تعاملات یا اتصالات بین عناصر مختلف داخل این ورزش اشاره دارد. این عناصر ممکن است شامل بازیکنان، تیم‌ها، پاس‌ها، گل‌ها یا هر مؤسسه مرتبط دیگری باشند. ایده این است که روابط و وابستگی‌ها بین این اجزا را با استفاده از نظریه شبکه مدل‌سازی کنیم، که یک شاخه از ریاضیات کاربردی و علوم کامپیوتر است.

شبکه پاس ارتباط بین بازیکنان تیم بارسلونا را بر اساس تعدا پاس ها رد و بدل شده در طول مسابقه فوتبال فینال لیگ قهرمانان اروپا سال ۲۰۱۰/۲۰۱۱ نشان می‌دهد. بارسلونا در انتهای این بازی موفق شد با گل های پدرو، مسی و ویا با نتیجه ۱-۳ در این بازی به پیروز برسد و قهرمان شود. تک گل منچستر یونایتد را وین رونی به ثمر رساند.

## روش‌های تجزیه و تحلیل شبکه پیچیده در فوتبال

### شبکه پاس دهی
نمایش بازیکنان به عنوان گره‌ها و پاس‌های میان آن‌ها به عنوان لبه‌ها، یک شبکه پاس دهی ایجاد می‌کند. تجزیه و تحلیل این شبکه می‌تواند بازیکنان کلیدی را که به عنوان هاب‌ها عمل می‌کنند و بخش‌های مختلف تیم را به هم متصل می‌کنند، آشکار سازد. این ممکن است الگوهای گردش توپ را بیان کند و بازیکنانی را شناسایی کند که تأثیر قابل توجهی بر استراتژی پاس دهی تیم دارند. شبکه پاس دهی یک ابزار تجسم داده است که نقشه حرارتی عبوری یک تیک را توصیف می‌کند. این معیار به ما نشان می‌دهد که تیم بیشترین پاس های خود را از کجا می‌دهد، بازیکنانی که در آنها دخیل هستند. شبکه های پاس نیز محدودیت های خود را دارند. ابتدا، تغییر مداوم در ترکیب تیم و بازیکنان می‌توانند نتیجه نهایی را مختل کنند. به عنوان مثال اگر یک تیم یک یا چند تن از بهترین پاسورهای خود را به دلیل محرومیت یا مصدومیت از دست بدهد، بازی تیم سیستم جدیدی را نسبت به بازی های قبل نیاز دارد که بازیکنان دیگر بیشتر در هستند. دوم، اگر خطی از بازیکنانی به بازیکن دیگر کشیده شود، این بدان معنا نیست که همه پاس ها دقیقا در همان ناحیه از زمین بازی دریافت شده است، بلکه میانگینی از موقعیت بازیکن است. در نهایت، فقط بسته به پاس داده‌های شبکه مفید نخواهد بود. به همین دلیل است که مهندس‌های داده سعی می‌کندد از آن با تجزیه و تحلیل ویدویی استفاده کنند، زیرا آمار به تنهایی همیشه تصویر کامل را نشان نمی‌دهد. 

### پویایی تیم
با در نظر گرفتن هر تیم به عنوان یک شبکه از بازیکنان، می‌توانید هماهنگی و ارتباط درون تیم را تجزیه و تحلیل کنید. این عبارت شامل مطالعه الگوهای پاس دهی، حرکت در زمین و ارتباط کلی بازیکنان در طول یک بازی می‌شود. ایده اصلی این است که تیم لزوما با مجموع همه بازیکنانش متفاوت است. بنابراین، یک تیم قوی به دنبال سطح بالایی از کارایی در هماهنگی و تعامل بین هم تیمی ها است. چنین همکاری بین هم تیمی ها در ورزش‌های تیمی را می‌توان به عنوان یک رابطه اجتماعی که در یک سیستم خرد اجتماعی پدیدار می‌شود درک کرد. برای طبقه بندی ویژگی‌های شبکه در یک تحلیل کلان، کل پیوند‌ها(اتصالات بین بازیکنان در یک تیم) باید ارزیابی شود. متریک چگالی(همبستگی بین هم تیمی‌ها را اندازه گیری می‌کند)، قطر شبکه(فاصله بین دوبازیکن در نمودار را کمیت می‌دهد) و ضریب خوشه بندی(که درجه متقابل در همسایگی یک بازیکن را اندازه می‌گیرد) پارامترهای موثری است که باید در تحلیل تیم مورد توجه قرار گیرد. 

### شبکه گلزنی
نمایش بازیکنان درگیر در ایجاد گل به عنوان گره‌ها و پاس‌های موفق منجر به گل به عنوان لبه‌ها، به تجزیه و تحلیل تیمی و هماهنگی مورد نیاز برای گلزنی اطلاعات فراهم می‌کند. این ممکن است بازیکنانی که به طور قابل توجهی به موفقیت حمله تیم ارتباط دارند را شناسایی کند.

### شبکه دفاعی
مشابه شبکه‌های حمله، شبکه‌های دفاعی می‌توانند با نمایش بازیکنان درگیر در اقدامات دفاعی مانند تکل، رهگیری ها و دفع ها تجزیه و تحلیل شوند. این کمک می‌کند تا ساختار دفاعی تیم را درک کرد و بازیکنانی که به طور مؤثر به جلوگیری از گلزنی کمک می‌کنند را شناسایی کند.

### تأثیر بازیکن
با استفاده از تجزیه و تحلیل شبکه، می‌توانید بازیکنان تأثیرگذاری که تأثیر قابل توجهی بر کل عملکرد تیم دارند را شناسایی کنید. این امر به عنوان یک گام فراتر از آمار سنتی عمل می‌کند و با در نظر گرفتن زمینه تعاملات بین بازیکنان، ارتباطات بین اعضای تیم را مورد بررسی قرار می‌دهد.

### تجزیه و تحلیل زمانی
تجزیه و تحلیل چگونگی تغییر این شبکه‌ها در طول یک بازی یا در چندین بازی مختلف، درکی از طبیعت پویا و استراتژی‌های فوتبال ارائه می‌دهد. درک اینکه چگونه تیم‌ها به مرور زمان تطبیق پیدا می‌کنند و چگونه شبکه‌های خود را در پاسخ به شرایط بازی مختلف تغییر می‌دهند.